# 크리스티나 콘팔로니에리
크리스티나 콘팔로니에리(이탈리아어: Christina Confalonieri, 1981년 3월 8일 ~ )는 이탈리아에서 태어난 대한민국의 뮤지컬배우, 작가, 방송인이다.

## 생애
2002년 이탈리아에서 뮤지컬 배우로 첫 데뷔하여 활동한 전력이 있는 그녀는 이후 주한 이탈리아 무역관에 인턴십을 신청, 2007년 6월 대한민국에 왔다. 밀라노에 있는 한국인 전용 이탈리아어학원에서 일하다 사귀게 된 한국인 남자친구를 만난다는 목적도 있었다. 그녀는 서울에 있는 이탈리아 레스토랑이 몇 개나 되는지, 그리고 얼마나 이탈리아 본토 맛에 가까운 음식을 내는지를 파악하여 이탈리아무역관에서 ‘이탈리안 레스토랑 가이드북 서울 2007’을 발간하게 하는 인물이기도 하다.
그녀는 KBS 2TV 미녀들의 수다, KBS 1TV 쾌적한국 미수다, SBS 평일 모닝와이드 3부에서 패널로 활동한 적이 있다. 2008년 초대 역삼 글로벌빌리지센터장을 맡은 그는 2005년 밀라노에서 성악가 겸 뮤지컬 배우인 남편 김현준을 만나 대한민국에 왔으며 2007년 12월 1일 결혼하여, 안양시에서 살고 있다. 학력은 밀라노 가톨릭대학원 국제법학과 출신인데 그녀는 현재 서울가톨릭대학교 겸임교수로도 재직중이다.

## 활동 내역
- KBS 2TV 세대공감 토요일 126회 (2012년 6월 23일) 성대모사의 달인 개그맨 정성호와 함께 출연
- KBS 2TV 미녀들의 수다 출연
- KBS 1TV 쾌적한국 미수다 출연
- SBS 평일 모닝와이드 3부 출연
- 서울출입국사무소 홍보대사[2]
- 역삼글로벌빌리지센터 센터장[3]
- 안양공공예술프로젝트 홍보대사[4]
- 한국다문화연대 홍보대사[5]
- 울산 ‘세계인의 날’ 기념 공무원 직장교육 강사[6]
- 가톨릭대학교 법학부 겸임교수[7]
- 테마가 있는 수다 concert 출연[8]
- 양천구, ‘사랑의 김장김치 나누기’ 행사 출연[9]
- 2009년 11월 28일 안양시 시청 홍보홀에서 다문화가족 간담회 출연[10]
- 경기도 홍보대사[11]
- EBS FM 라디오 ‘입에서 톡-이탈리아어’ 진행[12]
- 법무부 '사랑의 손잡기 한마당 행사' 출연[13]
- 서울특별시, '2009 글로벌 서울포럼' 출연[14]
- 부천엑스포 홍보대사[15]
- 국가브랜드위원회, 한국 관련 체험을 UCC로 제작하여 응모하는 공모전 홍보[16]
- 태안 봉사 활동[17]
- 승강기안전 홍보대사[18]
- 가톨릭대학교 서울성모병원 자원봉사[19]
- 명예환경지킴이 홍보대사[20]
- 2008 강남구 좋은 세상 만들기 대축제 홍보대사[21]
- 2009 경기국제보트쇼 및 코리아매치컵 세계요트대회 통역사[22]
- 도(道) 홍보대사[23]
- 2008 우리돼지 요리경연대회 출연[24]
- 앙드레 김 패션쇼 워킹[25]
- ‘세계인의 날’ 기념식 출연[26]
- 책 ‘크리스티나처럼 - 미수다의 귀여운새댁 크리스티나의 여자의행복을부르는 7가지 라이프레시피’ 발행 (ISBN 978-89-934-1803-3)
- 울산광역시 다문화사회 홍보대사[27]
- 인천 문화관광 홍보대사[28]
- 제11회 화장실문화시민연대 화장실 문화 홍보대사[29]
- 제29회 유엔 세계평화의날 홍보대사[30]
- 인구주택총조사 홍보대사[31]
- 제주국제자유도시개발센터 홍보대사[32]
- 서울 메트로 홍보대사[33]
- BBB 홍보대사[34]
- 서울시 강남구 홍보대사[35]
- 까페이탈리아코리아 모델[36]

## 같이 보기
- 미녀들의 수다
- 쾌적한국 미수다
- 모닝와이드